# Stanley Haidasz
Stanley Haidasz (4 mars 1923-6 août 2009) est un homme politique canadien de l'Ontario. Il est député fédéral libéral de la circonscription ontarienne de Trinity de 1957 à 1958 et de Parkdale de 1962 à 1978.

## Biographie
Né à Toronto en Ontario, Haidasz naît d'immigrants polonais de Stanislawów et établis au Canada depuis 1910. Il obtient son diplôme de médecine à l'Université de Toronto en 1951 et travaille en post-doctorat en cardiologie à l'université de Chicago.
Élu député fédéral de Trinity en 1957, il est défait en 1958. Il revient en politique en 1962 à titre de député de Parkdale. Réélu en 1963, 1965, 1968, 1972 et en 1974, il démissionne en 1978 afin d'accepter une nomination au Sénat du Canada. Haidasz devient le premier canadien d'origines polonaises à entrer au Sénat.
En 1964, il est à la tête de la délégation canadienne au Programme alimentaire mondial à Genève et est un délégué à l'Assemblée générale des Nations unies.
Secrétaire parlementaire pour différents ministres, il entre au cabinet en 1972 en tant ministre d'État au Multiculturalisme. Premier à occuper cette fonction, il occupe ce ministère jusqu'en 1974.
Durant sa carrière, Haidasz joue un rôle important dans l'adoption du programme d'assurance-maladie, du Régime de pensions du Canada et dans le Clean Air Act. Il initie également une législation contre la fumée liée au tabagisme.
Retraité du Sénat lorsqu'il atteint l'âge limite de 75 ans en 1998, il obtient une croix de commandeur avec étoile de l'ordre du Mérite de la république de Pologne la même année.
Un fonds d'archives Stanley Haidasz est disponible à la Bibliothèque et Archives Canada.

## Livres concernant Stanley Haidasz
- Aleksandra Ziolkowska-Boehm (en) "Senator Haidasz", Toronto 1983,  (ISBN 0-919786-10-3);
- Aleksandra Ziolkowska-Boehm "Kanadyjski senator", Warszawa 1989,  (ISBN 83-7021-023-6);
- Aleksandra Ziolkowska-Boehm "Amerykanie z wyboru inni", Warszawa 1998,  (ISBN 83-900358-7-1);
- Aleksandra Ziolkowska-Boehm "The Roots Are Polish" Toronto 2004,  (ISBN 0-920517-05-6);
- Aleksandra Ziolkowska-Boehm "Senator Stanley Haidasz A Statesman for All Canadians", Montréal 2014,  (ISBN 978-0-9868851-1-2)[6].